# Artemisia pineticola
Artemisia pineticola là một loài thực vật có hoa trong họ Cúc. Loài này được Kupr. mô tả khoa học đầu tiên năm 1999.